# 4828 Misenus
4828 Misenus eller 1988 RV är en trojansk asteroid i Jupiters lagrangepunkt L5. Den upptäcktes 11 september 1988 av den amerikanska astronomen Carolyn S. Shoemaker vid Palomar-observatoriet. Den är uppkallad efter Misenus i den grekiska mytologin.
Asteroiden har en diameter på ungefär 45 kilometer.